# Théâtre du Merlan
LE ZEF - scène nationale de Marseille (anciennement le Théâtre du Merlan) est un centre culturel consacré aux arts vivants (danse, musique, théâtre, arts du cirque, performances et formes croisées). Depuis 2019, il est composé de deux lieux : LE ZEF - Merlan, situé Avenue Raimu, dans le quartier de Saint-Barthélémy, dans le 14e arrondissement de Marseille et LE ZEF - Gare Franche au Plan d'Aou, à Saint-Antoine, dans le 15e arrondissement. 

## Présentation
LE ZEF est géré par une association loi de 1901 dont le président actuel est Claude Lechat. La scène nationale reçoit des subventions de la ville de Marseille, de la Direction régionale des affaires culturelles, du Conseil régional de Provence-Alpes-Côte d’Azur et du Conseil départemental des Bouches-du-Rhône.
Le théâtre compte 30 salariés permanents et dispose d'un budget annuel d'environ 3 millions d'euros.

## Historique
À partir des années 1960, la ville de Marseille — et le maire de l’époque, Gaston Defferre – lance des projets d'urbanisation des 13e et 14e arrondissements de la ville. C’est dans ce cadre qu’est conçu le Centre urbain du Merlan : un groupe de promoteurs immobiliers souhaite y implanter une galerie marchande et obtient l’accord de la municipalité en échange d’une surface de 2 000 m2 destinée à des équipements municipaux.
C’est ainsi qu’en 1976 le bâtiment est réalisé, sous la direction de l’architecte Guillaume Gillet. Il regroupe alors une galerie marchande, une bibliothèque municipale, un centre médical, un commissariat de police, un bureau municipal de proximité et un parking. À la suite de tensions entre les jeunes du quartier et les forces de l’ordre – notamment après la mort de Lahouari Ben Mohamed le 18 octobre 1980 – la décision est prise d’implanter un théâtre dans la surface du centre urbain. Jean-Pierre Daniel, animateur social, initie une première action culturelle en faveur de la promotion du théâtre et du cinéma. Cette première expérience culturelle se mue en un théâtre de ville, dirigé par Renaud Mouillac, jusqu’en 1992.
Le théâtre est labellisé scène nationale en 1992 et Alain Liévaux en prend la direction pendant 10 ans. Son projet a pour objectif d'ancrer le théâtre sur le territoire et de développer les liens avec les habitants et opérateurs socioculturels.
À partir de 2003, c’est Nathalie Marteau qui prend la direction du Merlan. Elle axe les activités du Merlan sur le corps, des propositions artistiques hors les murs et des projets participatifs. En 2013, le théâtre est partenaire de Marseille-Provence 2013, capitale européenne de la culture. Nathalie Marteau quitte la direction en juin 2014.
Après une direction par intérim, Francesca Poloniato-Maugein est nommée à la direction du théâtre en février 2015 ,. Son nouveau projet, "Au fil de l'autre" ,,, est axé autour des valeurs de présence, d'ouverture et de partage, dans le but de remettre l'art et les artistes au plus proche du territoire et de ses habitants.